# O Mundo é Tão Pequeno
O Mundo é Tão Pequeno é o segundo álbum ao vivo e o segundo DVD da dupla sertaneja Jorge & Mateus, lançado em 24 de abril de 2009 pela Universal Music. Recebeu certificação de disco de platina da PMB.
Foi gravado entre os dias 25 e 26 de novembro de 2008 no Oliveira's Place, em Goiânia, Goiás, e contou com a participação de Alexandre Peixe na faixa "Não Sai da Minha Vida".

## Faixas
| DVD - Disco 1  |                                                                            | |         |  |
| N.º            | Título                                                                     | Compositor(es)                                                                                                  | Duração |  |
| 1.             | "Vou Fazer Pirraça"                                                        | Chrystian Lima Edu Luppa                                                                                        | 3:51    |  |
| 2.             | "Fale Um Pouco Comigo"                                                     | César Augusto Elias Muniz                                                                                       | 3:13    |  |
| 3.             | "Um Dia Te Levo Comigo"                                                    | Jorge | 3:20    |  |
| 4.             | "Mania de Te Amar"                                                         | Priscila Barucci                                                                                                | 3:26    |  |
| 5.             | "Só Falta Você"                                                            | Pinocchio Renato Barros                                                                                         | 3:17    |  |
| 6.             | "Mistérios"                                                                | Diego Damasceno                                                                                                 | 3:06    |  |
| 7.             | "Onde Haja Sol"                                                            | Mateus Marcelo Dinelza                                                                                          | 3:18    |  |
| 8.             | "Pra Nunca Dizer Adeus"                                                    | José Neris Area Lima Paschoal                                                                                   | 2:48    |  |
| 9.             | "O Que os Olhos Não Veem"                                                  | Alex Voltagem Rafael Antunes                                                                                    | 3:21    |  |
| 10.            | "Espelho"                                                                  | P. Barucci | 3:12    |  |
| 11.            | "Voa Beija-Flor"                                                           | Euler Coelho | 3:26    |  |
| 12.            | "Só Eu Sei"                                                                | Pinocchio | 2:48    |  |
| 13.            | "Não Faz Isso, Não"                                                        | Bruno Felipe Gil Tavares                                                                                        | 2:51    |  |
| 14.            | "Fogo do Amor"                                                             | Zé Henrique Sérgio Knust Marcelão                                                                               | 2:45    |  |
| 15.            | "Ana Carolina"                                                             | Jorge | 3:17    |  |
| 16.            | "Bandeira Branca / Empreitada Perigosa / Vou Tomá um Pingão / Tchau, Amor" | Tião Carreiro, Lourival dos Santos / Moacyr Santos, Jacozinho / Léo Canhoto / Peão Carreiro, Praense, Ado Souza | 4:06    |  |
| 17.            | "Se Eu Pedir, Cê Volta"                                                    | Fábio Viana R. Barros                                                                                           | 2:47    |  |
| 18.            | "O Mundo é Tão Pequeno"                                                    | Jorge | 2:54    |  |
| 19.            | "Saudade"                                                                  | C. Augusto Willian Santana                                                                                      | 3:46    |  |
| 20.            | "Eu Respiro Você"                                                          | Mateus M. Dinelza Wendell Vieira                                                                                | 3:09    |  |
| 21.            | "Amor Covarde"                                                             | Dorgival Dantas                                                                                                 | 3:46    |  |
| 22.            | "Tudo ou Nada"                                                             | Zé Henrique Deda                                                                                                | 3:24    |  |
| 23.            | "Não Sai da Minha Vida" (part. Alexandre Peixe)                            | Alexandre Peixe Beto Garrido                                                                                    | 4:25    |  |
| 24.            | "Violeiro Feliz de Goiás"                                                  | Pinocchio R. Barros                                                                                             | 4:43    |  |
| Duração total: | Duração total:                                                             | Duração total:                                                                                                  | 80:59   |  |

| DVD - Disco 2 |                                                                                    |                                               |         |  |
| N.º           | Título                                                                             | Compositor(es)                                | Duração |  |
| 1.            | "Documentário"                                                                     |                                               |         |  |
| 2.            | "Making Of" (Entrevista + Músicas)                                                 |                                               |         |  |
| 3.            | "Vou Fazer Pirraça" (Ao Vivo na Exposição Agropecuária de Goiânia)                 |                                               |         |  |
| 4.            | "Fogueira" (Ao Vivo em Brasília)                                                   | Jorge                                         |         |  |
| 5.            | "Traz Ela de Volta pra Mim" (Ao Vivo em Brasília)                                  | Mateus                                        |         |  |
| 6.            | "Tem Nada a Ver / Te Cuida Coração" (Jorge & Mateus Elétrico - Ao Vivo em Goiânia) | E. Muniz, Carlos Colla / Ana Paula, Pinocchio |         |  |
| 7.            | "Pode Chorar" (Ao Vivo em Brasília)                                                | D. Dantas                                     |         |  |
| 8.            | "De Tanto Te Querer" (Ao Vivo na Exposição Agropecuária de Goiânia)                | Jorge                                         |         |  |
| 9.            | "Querendo Te Amar" (Ao Vivo em Brasília)                                           | Jorge                                         |         |  |
| 10.           | "De Tanto Te Querer" (Ao Vivo em Brasília)                                         |                                               |         |  |
| 11.           | "Paixão Goiana" (Jorge & Mateus Elétrico - Ao Vivo em Caldas Novas)                | João de Paula, Romeu Wandscheer               |         |  |
| 12.           | "Vou Fazer Piraça" (Bônus; Jorge & Mateus Elétrico; part. Asa de Águia)            |                                               |         |  |

| CD             |                                                 |         |  |
| N.º            | Título                                          | Duração |  |
| 1.             | "Vou Fazer Pirraça"                             | 3:39    |  |
| 2.             | "Espelho"                                       | 3:13    |  |
| 3.             | "Um Dia Te Levo Comigo"                         | 3:23    |  |
| 4.             | "Pra Nunca Dizer Adeus"                         | 3:21    |  |
| 5.             | "Voa Beija-Flor"                                | 3:26    |  |
| 6.             | "Mistérios"                                     | 3:06    |  |
| 7.             | "Amor Covarde"                                  | 3:47    |  |
| 8.             | "Onde Haja Sol"                                 | 3:19    |  |
| 9.             | "Saudade"                                       | 3:48    |  |
| 10.            | "O Mundo É Tão Pequeno"                         | 3:12    |  |
| 11.            | "Se Eu Pedir, Cê Volta"                         | 2:50    |  |
| 12.            | "Só Eu Sei"                                     | 2:47    |  |
| 13.            | "Não Sai da Minha Vida" (part. Alexandre Peixe) | 4:20    |  |
| 14.            | "Mania de Te Amar"                              | 3:28    |  |
| 15.            | "Só Falta Você"                                 | 3:19    |  |
| 16.            | "Violeiro Feliz de Goiás"                       | 3:31    |  |
| Duração total: | Duração total:                                  | 54:29   |  |

## Certificações
| Brasil (PMB)                              | Platina | 2009 | 150.000* |
| *número de vendas baseado na certificação |         |      |          |